# پاتریس دسیلتس
پاتریس دسیلتس (به انگلیسی: Patrice Désilets) متولد ۹ مه ۱۹۴۷، یک طراح بازی ویدئویی فرانسوی-کانادایی است که برای ساخت مجموعه کیش یک آدم‌کش مشهور شده است. دسیلتس روی کیش یک آدم‌کش، کیش یک آدم‌کش ۲ و کیش یک آدم‌کش: برادری کار کرده است. او همچنین برای کار روی شاهزاده ایران: شن‌های زمان شناخته شده است. در سال ۲۰۱۴، او یک شرکت مستقل به‌نام پاناچه دیجیتال گیمز را راه‌اندازی کرد. در این شرکت، او در حال کار روی بازی جدیدی به نام اجداد: اودیسه بشریت است.